# Oriol-en-Royans
Oriol-en-Royans è un comune francese di 536 abitanti situato nel dipartimento della Drôme della regione dell'Alvernia-Rodano-Alpi. Il centro abitato è lambito a nord dal 45º Parallelo, la linea equidistante fra il Polo Nord e l'Equatore.

## Società

### Evoluzione demografica
Abitanti censiti